# Eastern Europe Cup w biegach narciarskich 2023/2024
Eastern Europe Cup w biegach narciarskich 2023/2024 to kolejna edycja tego cyklu zawodów. Rywalizacja rozpoczęła się 7 grudnia 2023 r. w kazachskim Szczuczyńsku, a zakończyła 27 marca 2024 r. również w tym samym ośrodku narciarskim.
Obrońcami tytułów byli reprezentanci Kazachstanu: wśród kobiet Ksienija Szałygina, natomiast wśród mężczyzn Dienis Wołotka.
Tegorocznymi zdobywcami pucharu zostali ponownie reprezentanci Kazachstanu: wśród kobiet Angielina Szuryga, zaś wśród mężczyzn Ołżas Klimin.

## Kalendarz i wyniki

### Kobiety
| Lp | Data            | Miejscowość | Dystans                            | 1. miejsce            | 2. miejsce            | 3. miejsce                               |
| -- | --------------- | ----------- | ---------------------------------- | --------------------- | --------------------- | ---------------------------------------- |
| 1. | 7 grudnia 2023  | Szczuczyńsk | Sprint s. klasycznym (1.4 km)      | Angielina Szuryga     | Tamara Ebel           | Karina Boranbajewa Wiktorija Kolesnikowa |
|    | 9 grudnia 2023  | Szczuczyńsk | 10 km s. klasycznym                | Odwołano              | Odwołano              | Odwołano                                 |
|    | 10 grudnia 2023 | Szczuczyńsk | 15 km s. dowolnym                  | Odwołano              | Odwołano              | Odwołano                                 |
| 2. | 21 grudnia 2023 | Szczuczyńsk | Sprint s. dowolnym (1.4 km)        | Nadieżda Stiepaszkina | Ksienija Szałygina    | Darja Riażko                             |
| 3. | 23 grudnia 2023 | Szczuczyńsk | 20 km s. dowolnym (start masowy)   | Marija Gieraszczenko  | Angielina Szuryga     | Jelizawieta Tołmaczowa                   |
| 4. | 25 grudnia 2023 | Szczuczyńsk | 10 km s. klasycznym                | Anna Mielnik          | Ksienija Szałygina    | Darja Riażko                             |
| 5. | 22 marca 2024   | Szczuczyńsk | 10 km (bieg łączony)               | Nadieżda Stiepaszkina | Angielina Szuryga     | Ajsza Rakiszewa                          |
| 6. | 23 marca 2024   | Szczuczyńsk | Sprint s. dowolnym (1.4 km)        | Darja Riażko          | Anna Mielnik          | Ajsza Rakiszewa                          |
| 7. | 24 marca 2024   | Szczuczyńsk | 5 km s. dowolnym                   | Laura Kinybajewa      | Nadieżda Stiepaszkina | Ajsza Rakiszewa                          |
| 8. | 26 marca 2024   | Szczuczyńsk | 30 km s. klasycznym (start masowy) | Nadieżda Stiepaszkina | Angielina Szuryga     | Ksienija Szałygina                       |

### Mężczyźni
| Lp | Data            | Miejscowość | Dystans                            | 1. miejsce        | 2. miejsce         | 3. miejsce        |
| -- | --------------- | ----------- | ---------------------------------- | ----------------- | ------------------ | ----------------- |
| 1. | 7 grudnia 2023  | Szczuczyńsk | Sprint s. klasycznym (1.4 km)      | Iwan Ljuft        | Jernar Nursbekow   | Iljas Isabek      |
|    | 9 grudnia 2023  | Szczuczyńsk | 10 km s. klasycznym                | Odwołano          | Odwołano           | Odwołano          |
|    | 10 grudnia 2023 | Szczuczyńsk | 15 km s. dowolnym                  | Odwołano          | Odwołano           | Odwołano          |
| 2. | 21 grudnia 2023 | Szczuczyńsk | Sprint s. dowolnym (1.4 km)        | Konstantin Borcow | Swiatosław Matasow | Władisław Kowalow |
| 3. | 23 grudnia 2023 | Szczuczyńsk | 20 km s. dowolnym (start masowy)   | Ołżas Klimin      | Fiodor Karpow      | Nikita Gridin     |
| 4. | 25 grudnia 2023 | Szczuczyńsk | 10 km s. klasycznym                | Nikita Gridin     | Fiodor Karpow      | Iwan Ljuft        |
| 5. | 22 marca 2024   | Szczuczyńsk | 20 km (bieg łączony)               | Ołżas Klimin      | Nail Baszmakow     | Fiodor Karpow     |
| 6. | 23 marca 2024   | Szczuczyńsk | Sprint s. dowolnym (1.4 km)        | Ałmas Karimow     | Swiatosław Matasow | Ołżas Klimin      |
| 7. | 24 marca 2024   | Szczuczyńsk | 10 km s. dowolnym                  | Ołżas Klimin      | Nail Baszmakow     | Jernur Beksułtan  |
| 8. | 27 marca 2024   | Szczuczyńsk | 50 km s. klasycznym (start masowy) | Władisław Kowalow | Didar Kasenow      | Jernur Beksułtan  |

## Klasyfikacje
| Lp. | Zawodniczka           | Punkty |
| --- | --------------------- | ------ |
| 1.  | Angielina Szuryga     | 437    |
| 2.  | Nadieżda Stiepaszkina | 430    |
| 3.  | Anna Mielnik          | 372    |
| 4.  | Darja Riażko          | 315    |
| 5.  | Ksienija Szałygina    | 270    |
| 6.  | Ajsza Rakiszewa       | 257    |
| 7.  | Laura Kinybajewa      | 250    |
| 8.  | Marija Gieraszczenko  | 249    |
| 9.  | Wiktorija Kolesnikowa | 218    |
| 10. | Kamiła Machmutowa     | 212    |

| Lp. | Zawodnik           | Punkty |
| --- | ------------------ | ------ |
| 1.  | Ołżas Klimin       | 425    |
| 2.  | Jernur Beksułtan   | 345    |
| 3.  | Fiodor Karpow      | 302    |
| 4.  | Nikita Gridin      | 264    |
| 5.  | Didar Kasenow      | 232    |
| 6.  | Nail Baszmakow     | 210    |
| 7.  | Ałmas Karimow      | 207    |
| 8.  | Nartaj Turłybekuły | 205    |
| 9.  | Swiatosław Matasow | 196    |
| 9.  | Jernar Nursbekow   | 196    |